# 松本朋子
松本朋子（まつもと ともこ）は、日本の政治学者。専門は比較政治学。東京理科大学准教授。

## 略歴
- 2007年3月：東京大学法学部卒業。
- 2009年3月：東京大学大学院法学政治学研究科修士課程修了。修士（法学）。
- 2014年：ニューヨーク大学政治学研究科修士課程修了。
- 2016年3月：東京大学大学院法学政治学研究科博士課程修了。博士（法学）。
- 2016年4月：名古屋大学大学院法学研究科特任講師（ - 2018年3月）。
- 2017年8月：ニューヨーク大学客員研究員（ - 2018年3月）。
- 2017年8月：日本学術振興会海外特別研究員（ - 2018年3月）。
- 2018年4月 - 2021年3月：東京理科大学理学部第一部講師
- 2021年4月 - 2023年3月：東京理科大学教養教育研究院講師
- 2023年4月 - 現在：東京理科大学, 教養教育研究院 神楽坂キャンパス教養部准教授[1]

## 政治学者として
日本におけるリーダー（首相）の選び方については､「有権者が国のリーダー選びに関わろうと思えば、自民党員になるという手などはあるが、党員になったところで、党員票は現状では限定的な役割しか果たせていない。他国に目を向ければ、これは当たり前のことではなく、米大統領選も党員投票で選ばれる。リーダーの選び方は与野党ともに見直さなければいけない部分だと痛感している」と述べている。